# 埃德温娜·柯里
埃德温娜·柯里（娘家姓：Cohen，1946年10月13日—）是一位英格蘭政治人物，1983年至1997年任保守黨南德比郡國會議員，曾任衛生及社會關懷部官员，1988年因沙門氏菌污染事件辞职。